# John Rawls
John Rawls (n. 21 februarie 1921, Baltimore, America Britanică⁠(d), Regatul Marii Britanii – d. 24 noiembrie 2002, Lexington, Massachusetts, SUA) a fost un filozof american, profesor de filosofie politică la Harvard și autorul lucrărilor: A Theory of Justice (1971), în care se fundamentează doctrinar bazele statului-providență și a liberalismului egalitarist (social), prin concilierea economiei de piață cu asistențialismul, a libertății personale cu echitatea ajutorului acordat celor aflați în nevoie, a economiei keynesiene cu liberalismul; Political Liberalism, Justice as Fairness: A Restatement. Principiile revizuite ale Justiției formulate de John Rawls prevăd că fiecare persoană are dreptul irevocabil de a reclama o schemă adecvată și totală de libertăți fundamentale, valabilă și pentru toți ceilalți. Inegalitățile sociale și economice trebuie să satisfacă două condiții: mai întâi ele vor fi legate de funcții și poziții deschise tuturor conform principiului egalității corecte de oportunități și, în al doilea rând, ele vor fi în special în beneficiul celor mai dezavantajați membri ai societății.), dar și The Law of Peoples. O idee interesantă ce se regăsește în această din urmă lucrare este "excepția în caz de maximă urgență".
A predat la Universitatea Cornell (1962-1979) iar după la Harvard.
Este considerat de către mulți drept cel mai important filosof politic al secolului XX.